# Nudo di donna (Sorolla)
Il Nudo di donna (Desnudo de mujer), dipinto nel 1902, è un quadro di Joaquín Sorolla. Di grandi dimensioni, 106 x 186 centimetri, quest'olio su tela fa parte del suo periodo di massimo splendore (tra il 1900 e il 1910). Non si tratta del primo nudo di Sorolla, che nel 1887 aveva dipinto una Baccante in riposo durante il suo soggiorno italiano.

## Storia
Il quadro appartenne alla collezione privata del pittore e rimase a Madrid fino al 1902, dopodiché la collezione diede vita al museo Sorolla, dove l'opera è esposta dal 1932.

## Descrizione
Il dipinto si ispira alla Venere allo specchio del pittore spagnolo Diego Velázquez. Nuda, su un letto ricoperto da una coperta di raso rosa fucsia, la modella volta le spalle allo spettatore. Le chiazze formate dalla luce sulla superficie della coperta trasformano il rosa in un color pastello o quasi bianco in alcuni punti, in maniera simile ai suoi colori di luce. Ai piedi della modella, e arrotolata a una delle gambe, si trova una coperta bianca di pizzo. 
Anche se non è del tutto certo, la donna ritratta in questo quadro è stata identificata spesso come Clotilde García del Castillo, la moglie del pittore. Clotilde fu ritratta da suo marito in moltissime tele, e si ritiene che, prima ancora della realizzazione di questo quadro, possa aver posato senza veli per un altro Nudo di donna, nel quale la modella è ritratta sempre di schiena ma in piedi.